# 南島原市立大野木場小学校
南島原市立大野木場小学校（みなみしまばらしりつ おおのこばしょうがっこう）は、長崎県南島原市深江町戊にある公立小学校。

## 概要
歴史
1882年（明治15年）開校。1991年（平成3年）9月の雲仙普賢岳の大規模火砕流により校舎を焼失し、仮設校舎を経て現校地への移転を余儀なくされた。2012年（平成24年）に創立130周年を迎えた。
学校教育目標
「心豊かにたくましく、耐えて励む児童の育成」
校章
「木」の文字を図案化したものを3つ組み合わせて、中央に「小」の文字を置いている。
校歌
1972年（昭和47年）に制定。
本来の校歌に加えて、雲仙普賢岳の大規模火砕流で校舎が焼失した後に作られた第二校歌（タイトルは「生きていたんだね」）もある。これは旧校舎焼失と同時に焼けた校地のイチョウの木が翌年芽を出したことから作られた。
校区
南島原市深江地区の「大野台、下大野木場、中大野木場、上大野木場、新大野木場、大野木場団地、馬場団地」。中学校区は南島原市立深江中学校。

## 沿革
- 1882年（明治15年）3月 - 現在の深江町戊3243番地に、「公立中等深江小学校 渡瀬分校」として開校。
- 1886年（明治19年）9月 - 小学校令の施行により、深江小学校から分離し、「簡易渡瀬小学校」（修業年限3年）として独立。
- 1889年（明治22年）4月 - 町村制の施行により、深江村立の小学校となる。
- 1892年（明治25年）9月 - 小学校令の改正により、「大野木場尋常小学校」（修業年限4年）に改称。
- 1908年（明治41年）4月 - 小学校令の改正により、義務教育年限（尋常科の修業年限）が4年から6年に延長される。尋常科5年を新設。
- 1909年（明治42年）
  - 4月 - 尋常科6年を新設。
  - 5月 - 校舎を増築。
- 1923年（大正12年）2月 - 運動場を拡張。
- 1931年（昭和6年）7月 - 運動場の北側に校舎を改築。
- 1941年（昭和16年）4月1日 - 国民学校令の施行により、「深江村大野木場国民学校」に改称。尋常科を初等科に改める（初等科6年・高等科2年）。
- 1947年（昭和22年）4月1日 - 学制改革（六・三制の実施）により、国民学校の初等科が改組され、「深江村立大野木場小学校」となる。
- 1957年（昭和32年）5月 - 保健室が完成。
- 1962年（昭和37年）5月3日 - 深江町の発足により、「深江町立大野木場小学校」に改称。
- 1964年（昭和39年）7月 - プールが完成。
- 1968年（昭和43年）12月 - 昭和34年完成の校舎2教室を残して鉄筋コンクリート造2階建ての校舎が完成。
- 1972年（昭和47年）- 校歌を制定。
- 1973年（昭和48年）- 給食センター方式による完全給食を開始。
- 1977年（昭和52年）- 体育館が完成。
- 1981年（昭和56年）- プールが完成。
- 1982年（昭和57年）- 創立100周年記念式典を挙行。
- 1990年（平成2年）11月17日 - 雲仙普賢岳の噴火活動が開始。
- 1991年（平成3年）
  - 6月3日 - 雲仙普賢岳火砕流が発生。校舎への熱風直撃は免れ、児童・職員は全員が避難した。
  - 8月 - 仮設校舎での授業を開始。
  - 9月15日 - 雲仙普賢岳の大規模火砕流（18時54分発生）により校舎を焼失。警戒区域に指定されていたため人的被害は無かった。以後この日を大野木場小学校メモリアルデーとする。
    - 大規模火砕流の被害にあった旧校舎は、自然災害の惨状を伝える遺構として残されている（北緯32度44分44.4秒 東経130度20分26.8秒 / 北緯32.745667度 東経130.340778度）。

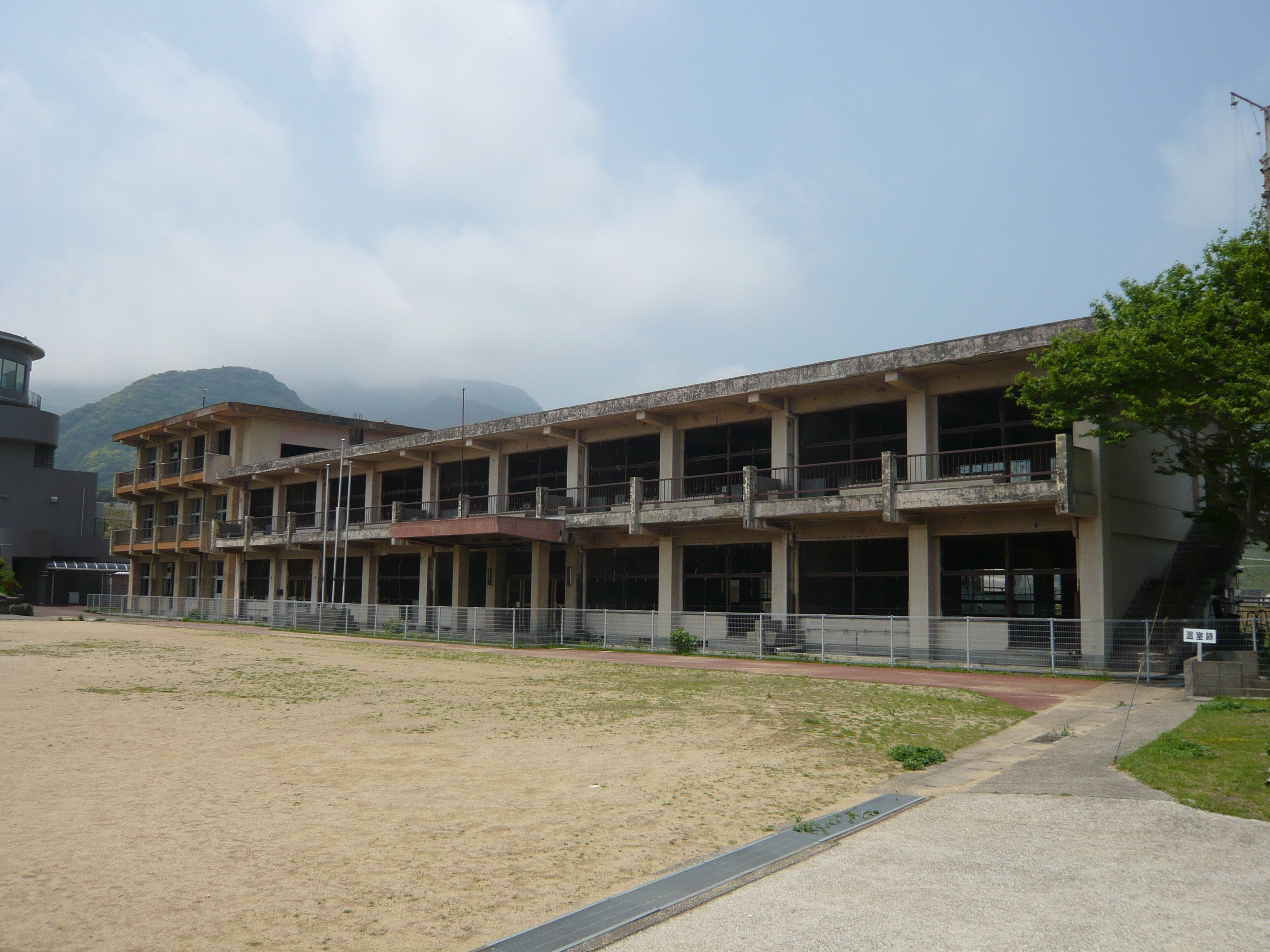
焼失した大野木場小学校旧校舎

- 1992年（平成4年）- 深江町民グラウンドに仮設校舎が完成。
- 1995年（平成7年）4月 - 雲仙普賢岳の噴火活動が休止。
- 2000年（平成12年）2月22日 - 現在地に新校舎が完成。
- 2001年（平成13年）- 普賢岳噴火10年記念碑を建立。
- 2004年（平成16年）- かどわき歴史災害記念館が完成。
- 2006年（平成18年）3月31日 - 南島原市の発足に伴い、「南島原市立大野木場小学校」（現校名）に改称。

## 交通アクセス
最寄りのバス停
- 島鉄バス 島原・雲仙・愛野・諫早線など 「大野木場」バス停

最寄りの国道
- 国道57号「大野木場」交差点

## 周辺
- かどわき歴史災害記念館
- 大野木場地区コミュニティ消防センター
- 山陰保育園
- 島原カントリークラブ（ゴルフ場）

## 参考資料
- 「深江町郷土誌」（1971年（昭和46年）10月1日発行, 深江町郷土誌編纂委員会）p.456 -
- 「長崎新聞に見る長崎県戦後50年史（1945～1995）」（1995年（平成7年）8月9日発行, 長崎新聞社）「深江町」
- 「長崎県教育史（昭和51年-平成9年）」（1998年（平成10年）3月31日発行, 長崎県教育委員会）p.877